# Luigi Patri
Luigi Patri (Arquata Scrivia, 14 dicembre 1910 – Genova, 28 luglio 1993) è stato un calciatore italiano, di ruolo ala.

## Carriera
Vanta 109 partite in Serie A con le maglie di Genova 1893 e Sampierdarenese.